# Takeshi Hamada
Takeshi Hamada (濱田 武 Hamada Takeshi?), född 21 december 1982 i Osaka prefektur, är en japansk fotbollsspelare.
Hamada började sin karriär 2001 i Cerezo Osaka. 2005 blev han utlånad till Sagan Tosu. Han gick tillbaka till Cerezo Osaka 2007. 2010 flyttade han till Tokushima Vortis. Han avslutade karriären 2017.